# 朝天区
朝天区（ちょうてん-く）は中華人民共和国四川省広元市に位置する市轄区。

## 行政区画
- 鎮:朝天鎮、大灘鎮、羊木鎮、曽家鎮、中子鎮、沙河鎮
- 郷:陳家郷、小安郷、魚洞郷、東渓河郷、花石郷、蒲家郷、西北郷、宣河郷、転斗郷、青林郷、平渓郷、両河口郷、李家郷、汪家郷、麻柳郷、臨渓郷、文安郷、馬家壩郷、柏楊郷

## 健康・医療・衛生
- 朝天区人民医院